# Fast Life
Fast Life ist ein Jazz-Album des David-Murray-Quartetts mit dem Gastsolisten Branford Marsalis. Die am 16. und 17. Oktober 1992 in New York City aufgenommene Session erschien 1993 auf dem Label DIW Records, im Vertrieb von Columbia Records.

## Das Album
Nach seinen avantgardistischen Anfangsjahren in Projekten mit Johnny Dyani, Fred Hopkins, Sunny Murray oder Lawrence „Butch“ Morris wandte sich der Saxophonist David Murray seit Mitte der 1980er Jahre mehr der Jazztradition zu; nach einer Reihe von Aufnahmen für kleinere Label wie hat Art, India Navigation und Black Saint begann er 1986 mit Einspielungen für das japanische Label DIW in Duo-, Quartett-, Oktett- bis Big-Band-Besetzungen. Bis 1996 entstanden 26 Alben für dieses Label.
Seine Quartett-Produktion vom Oktober 1991 wurde für zwei Titel zum Quintett erweitert. Murray hatte schon drei Jahre zuvor mit dem Pianisten John Hicks, dem Bassisten Ray Drummond und dem Schlagzeuger Ed Blackwell das Album Ming’s Samba aufgenommen. Blackwell hatte noch auf dem – ebenfalls im Oktober entstandenen – DIW-Album Death of a Sideman mitgewirkt, war zu dieser Zeit jedoch in einem sehr angegriffenen Gesundheitszustand (er starb im August 1992). Für ihn kam Idris Muhammad in Murrays Rhythmusgruppe.

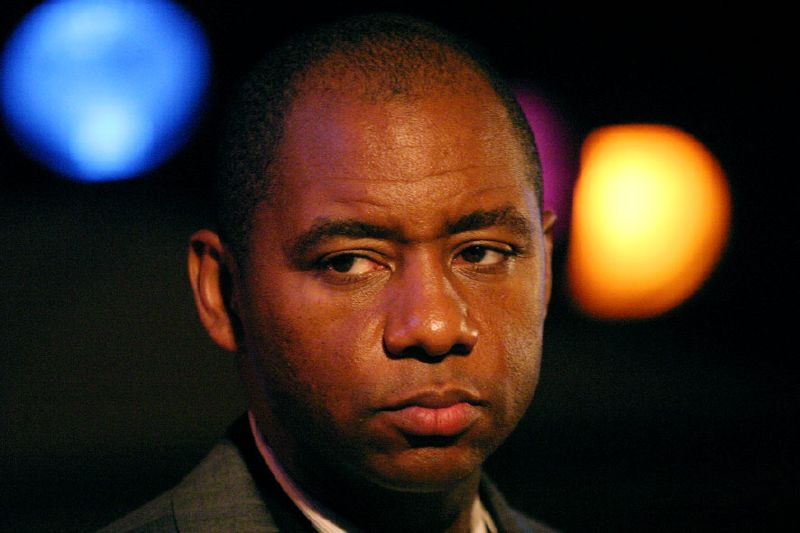
Branford Marsalis

Für den ersten Titel des Albums, Dave Burrells Crucificado zog Murray den Tenorsaxophonisten Branford Marsalis hinzu.
Das tänzerisch anmutende über zehnminütige Stück beginnt eher konventionell, um sich dann in gemeinsamen Improvisationen der beiden Tenoristen hochzuschrauben; nach Ansicht von Cook/Morton bietet es Murray und Branford Marsalis einen unerwartet reichlichen Platz für Gemeinsamkeiten.

Der anschließende Calypso Calle Estrella, ist – wie schon sein Vorgänger Ming's Samba (auf dem gleichnamigen Album von 1988) – zunächst an Sonny Rollins angelehnt. Idris Muhammad hat hier ein Solo.
Abstrakter ausgestaltet ist das zwölfminütige Titelstück Fast Life, das mit einem langen Solo Murrays anhebt und mit Überblas-Effekten an das freie Spiel seiner frühen Jahre erinnert; nach einer kurzen Kollektivimprovisation mit Marsalis kehrt Murray zum Thema zurück und John Hicks setzt zu seinem Solo an. Für den Rest des Stücks haben Ray Drummond und Idris Muhammad nacheinander Gelegenheit zur Vorstellung, bis schließlich Murray mit kurzem Themenspiel das Stück beendet.
Die wieder eher straight ahead im mittleren Tempo gespielte Komposition Luminous stammt von John Hicks Ehefrau Elise Wood; anfangs hat John Hicks ein ausgedehntes Solo, bis David Murray sich mit einer Interpretation des Themas anschließt.

Dem folgt die eingängige Ballade Intuitively aus der Feder von Murrays Kollegen Dave Burrell. Das Album endet mit einem Titel des Bandleaders, dem auf einer einfachen Riff-Figur aufgebauten Off Season. Nach seinem ausgedehnten Solo haben John Hicks und Ray Drummond noch einmal die Gelegenheit, sich solistisch vorzustellen.

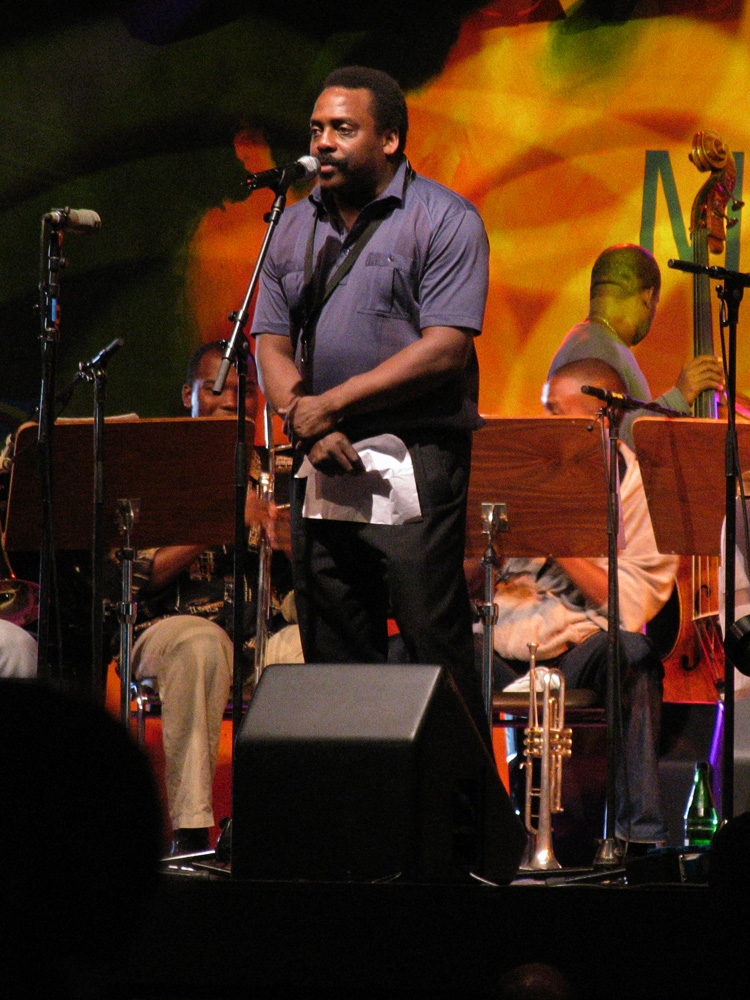
David Murray 2004 beim Moers Festival

## Bewertung des Albums
Die Autoren Richard Cook und Brian Morton vergaben dem Album im Penguin Guide to Jazz die Höchstnote und merken an, dass David Murrays Oktober-Session den Abschluss eines produktiven Monats bildete. Besonders die beiden Beitrage von Branford Marsalis passten sich überraschenderweise in die Konzeption und Ausführung von Murrays Album ein. Der Bandleader selbst spiele scharf wie ein Hai, bewege sich immer weiter vorwärts und feure mit einer Geschwindigkeit unentwegt neue Ideen ab, die einen ungläubig staunen machen. Schließlich heben die Autoren den zu Unrecht unterbewerteten Schlagzeuger Idris Muhammad hervor.
In seiner Besprechung des Albums bei Allmusic, wo das Album mit lediglich drei Sternen versehen wurde, bezeichnete Scott Yanow Fast Life als eine bunte Mischung; David Murray sei zwar in Bestform bei zwei seiner straight-ahead gespielten Stücke, Luminous und Off Season, aber die beiden Titel, bei denen Branford Marsalis gastierte, seien fahrig (erratic) produziert; mit weitschweifigen Soli der beiden Tenoristen und einer Menge von zielloser Energie. Eingepackt ist in diese Produktion noch ein Calypso und das federleichte Intuitively.
Nach Ansicht des Kritikers der Los Angeles Times würden die Stücke das urbane Tempo widerspiegeln, besonders das hektisch-rasende Titelstück. Die nachklingende Mischung der beiden Tenorsaxophonisten sei großartig in ihrer Intensität. Fast Life sei eine wunderbar geistreiche Ergänzung zu Murrays inzwischen umfassendem Katalog. Dessen starker, talkin’-to-ya-Stil am Tenor sei prall gefüllt mit unerwarteten Sprüngen und Purzelbäumen; in Begleitung von Ray Drummond, Idris Muhammad und John Hicks habe er beste Gelegenheit, sich zu präsentieren; der Pianist leuchte mit seinem Solo über Luminous wahrlich auf.

## Die Titel des Albums

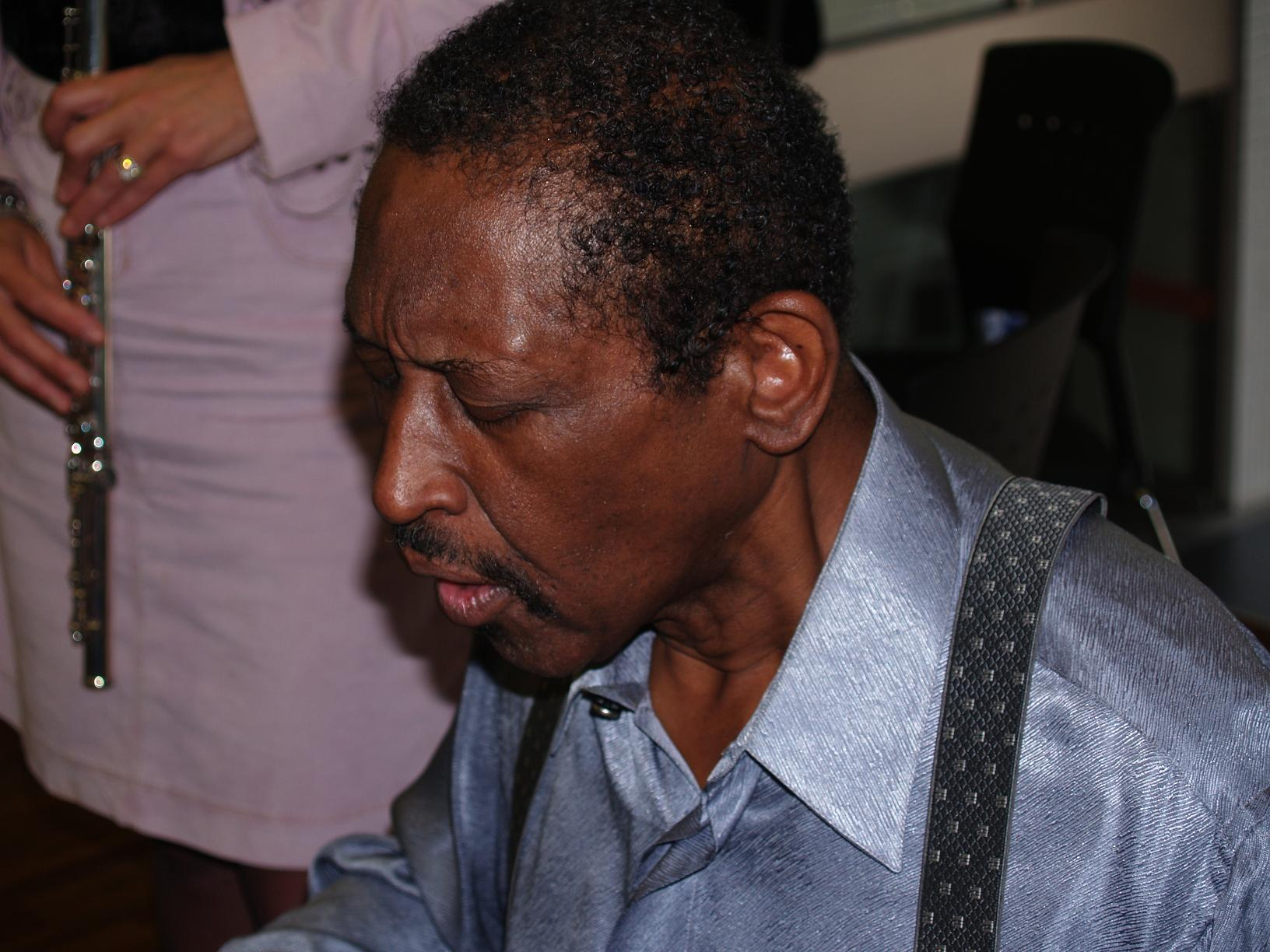
John Hicks

- David Murray Quartet + 1: Fast Life (DIW/Columbia 474711-2)
  1. Crucificado (Burrell) 10:41
  2. Calle Estrella (Francis) – 7:06
  3. Fast Life (Murray) – 12:04
  4. Luminous (Wood) – 10:31
  5. Intuitively (Burrell, Larsson) – 8:57
  6. Off Season (Murray) – 11:24
- Branford Marsalis ist nur auf den Titeln 1 und 3 zu hören.

## Cover
Das Coverfoto mit den Rollladen-Bemalungen stammt von Murrays Ehefrau, Ming Murray.